# Absolute New Country
Absolute New Country, kompilation i serien Absolute New Country udgivet i 1994.

## Spor
1. Kelly Willis – "Whatever Way The Wind Blows"
2. Brooks & Dunn – "Booy Scootin' Boogie"
3. Reba McEntire – "Take It Back"
4. Tracy Byrd – "Why"
5. Carlene Carter – "Every Little Thing"
6. Vince Gill – "I Still Believe In You"
7. Tanya Tucker feat. Delbert McClinton – "Tell Me About It"
8. Dwight Yoakam – "1.000 Miles"
9. Maria McKee – "Only Once"
10. Iris Dement – "Our Town"
11. Tracy Lawrence – "Can't Break It To My Heart"
12. Ester Brohus – "The Perfect Way"
13. Travis Tritt – "T-r-o-u-b-l-e"
14. Trisha Yearwood feat. Don Henley – "Walkaway Joe"
15. Tamra Rosanes – "That's The Way The World Goes 'Round"
16. Clint Black – "No Time To Kill"
17. K. D. Lang – "Miss Chatelaine"
18. George Strait – "When Did You Stop Loving Me"
19. Suzy Bogguss – "Other Side Of The Hill"
20. The Judds (Wynonna and Naomi) – "Mama He's Crazy"
21. Henning Stærk feat. Søs Fenger – "We Believe In Happy Endings"